# Denis (Blondie)
Denis è un singolo del gruppo Blondie, pubblicato nel 1978.

## Descrizione
La canzone è una cover dell'omonimo brano musicale pubblicato nel 1963 dal gruppo di musica doo-wop Randy & the Rainbows. Questo brano fu incluso nel secondo album dei Blondie Plastic Letters.

## Tracce
- 7"/12"

1. Denis (Levenson) – 2:18
2. Contact in Red Square (Destri) – 2:01
3. Kung-Fu Girls (Destri, Harry, Valentine) – 2:33